# Alfa Romeo Tipo 103

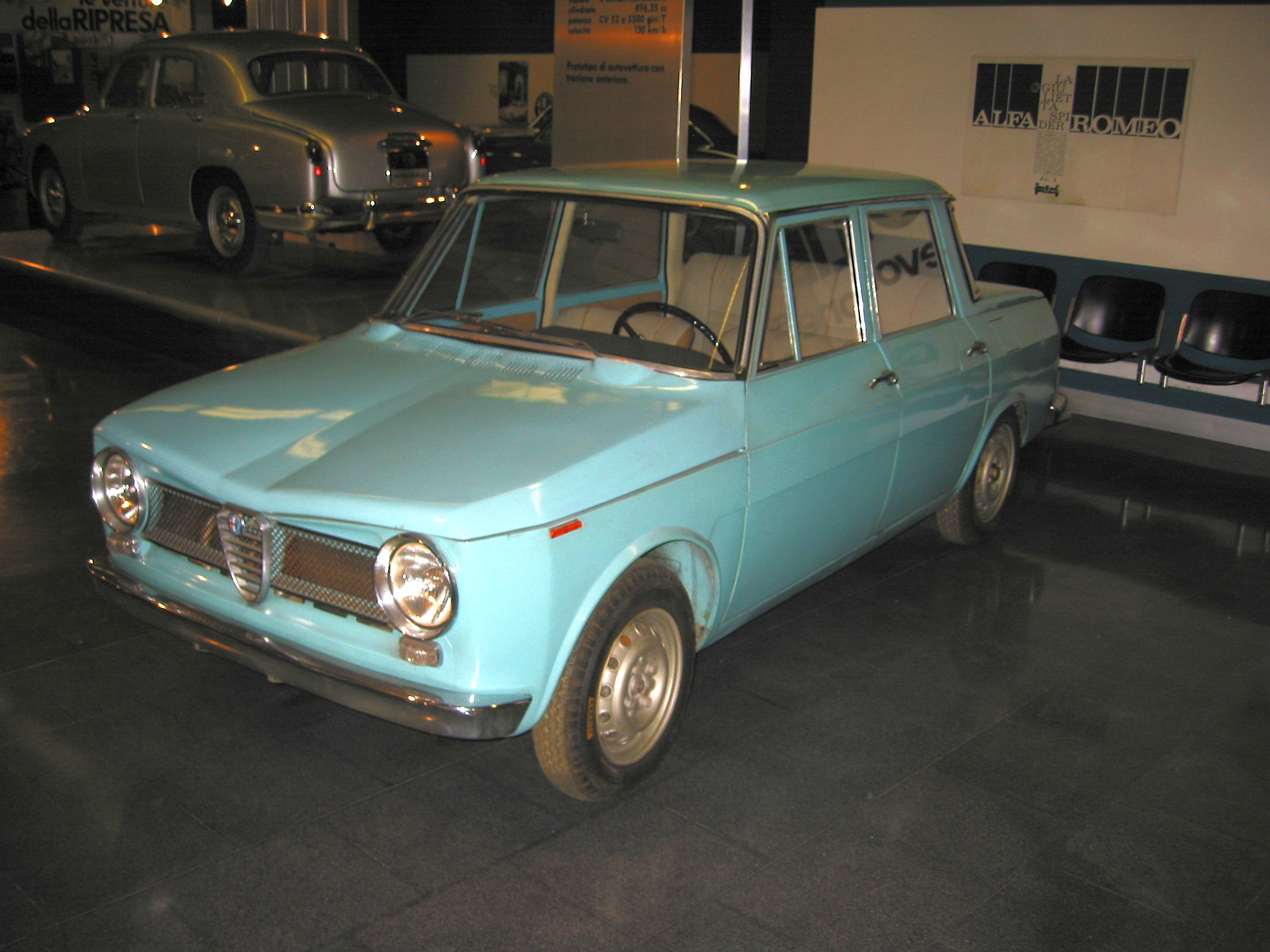
Alfa Romeo 103

L'Alfa Romeo Tipo 103, connue également au sein du bureau d'études sous le nom de Projet V, est un prototype de voiture étudié par le constructeur milanais en 1960. Il donnera naissance à l'Alfa Romeo Giulia. Ce prototype disposait de la traction avant et d'un moteur de petite cylindrée.

## Le contexte historique
À la suite du lancement de la fameuse Fiat 600, en 1955, qui connut un succès mondial sans précédent, la direction d'Alfa Romeo lança l'étude d'une petite voiture, pour étoffer le bas de gamme du constructeur, qui serait dotée de la traction avant. L'étude de ce projet pour le moins révolutionnaire pour Alfa Romeo, baptisé Tipo 13-61, fut confié aux ingénieurs maison Rudolf Hruska, Orazio Satta Puliga et Giuseppe Busso. L'étude de la "Tipo 13-61" s'arrêta rapidement dès la présentation du prototype en raison des coûts importants nécessaires pour le lancement des prototypes roulants et de la mise en production de série.
La direction de l'entreprise, poussée par sa tutelle politique, Alfa Romeo était, à l'époque, une entreprise étatique, appartenant à l'IRI, décida de suspendre le projet en 1958 pour produire, sous licence Renault, les modèles Alfa Romeo Dauphine et Ondine, à partir de 1961, à travers une société créée en J-V Sviluppo Automobilistico Meridionale SpA.

## La «Tipo 103»
En 1959, à la suite de l'intérêt suscité par la nouvelle et originale « Mini » de Sir Alec Issigonis, Alfa Romeo relança l'idée de construire une petite voiture dotée de la traction avant.
Le bureau d'études maison se remis au travail pour concevoir une automobile familiale de classe inférieure à la Giulietta : une berline à quatre portes, équipée d'un moteur quatre cylindres en ligne de 1.000 cm3 avec une distribution par deux arbres à cames en tête, placé en travers. 
La carrosserie fut définie et réalisée en 1960. Au second semestre 1962, les premiers tests sur route furent réalisés et l'on put faire connaissance avec la Tipo 103, une voiture de 720 kg de poids total, dont le moteur développait 49 CV ce qui lui permettait d'atteindre une vitesse de 139 km/h, en parcourant le kilomètre, départ arrêté, en 41,2 secondes.
Ces excellents résultats ne firent pas changer d'avis la direction du constructeur qui avait déjà décidé d'abandonner ce projet de voiture traction avant, qui sera repris, dans son concept, avec la l'Alfasud à la fin des années 1960.
Bien que ce projet ne connut pas une suite favorable, l'étude de ce prototype fut très importante pour les nouvelles production de série de la marque. Les solutions mécaniques apportèrent une base de départ au projet Alfasud, tandis que les lignes de la carrosserie seront reprises pour la nouvelle Giulia mais également par Renault qui s'en inspirera largement pour la Renault 8.
Le seul exemplaire des prototypes construits de l'Alfa Romeo Tipo 103 est précieusement conservé dans le Musée historique Alfa Romeo d'Arese.